# ذاكر حسين
ذاکِر حسین (بالأردية: ذاکِر حسین)، (مواليد 8 فبراير 1897 - الوفاة 3 مايو 1969)، كان ثالث رئيس للهند، في الفترة من 13 مايو 1967 حتى وفاته في 3 مايو 1969. كان حسين مفكر وتربوي وهو أول رئيس مسلم للهند. شغل قبل توليه الرياسة منصب محافظ في ولاية بيهار في الفترة 1957-1962، كما شغل منصب نائب رئيس جمهورية الهند للفترة 1962-1967.

## معرض صور

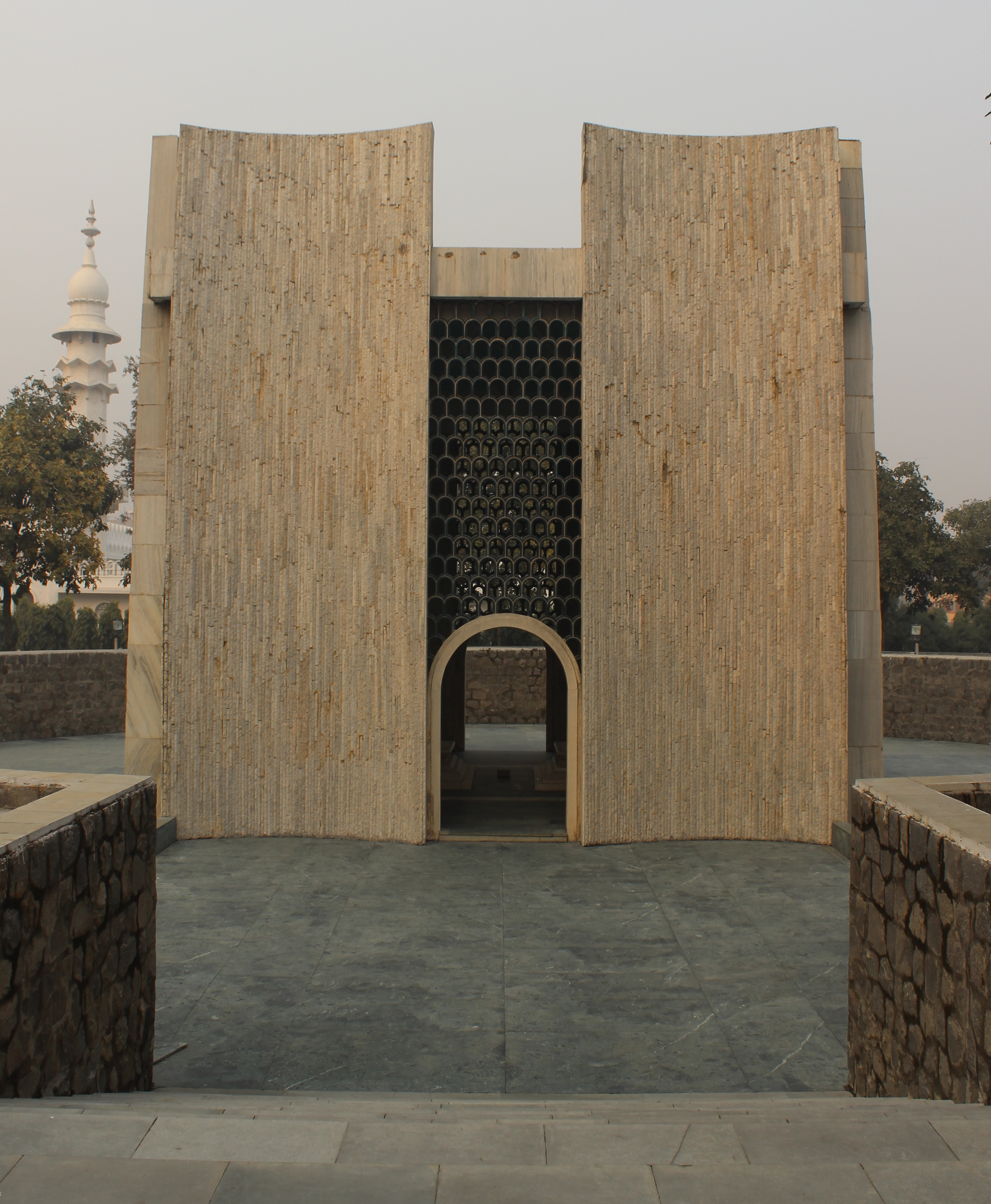
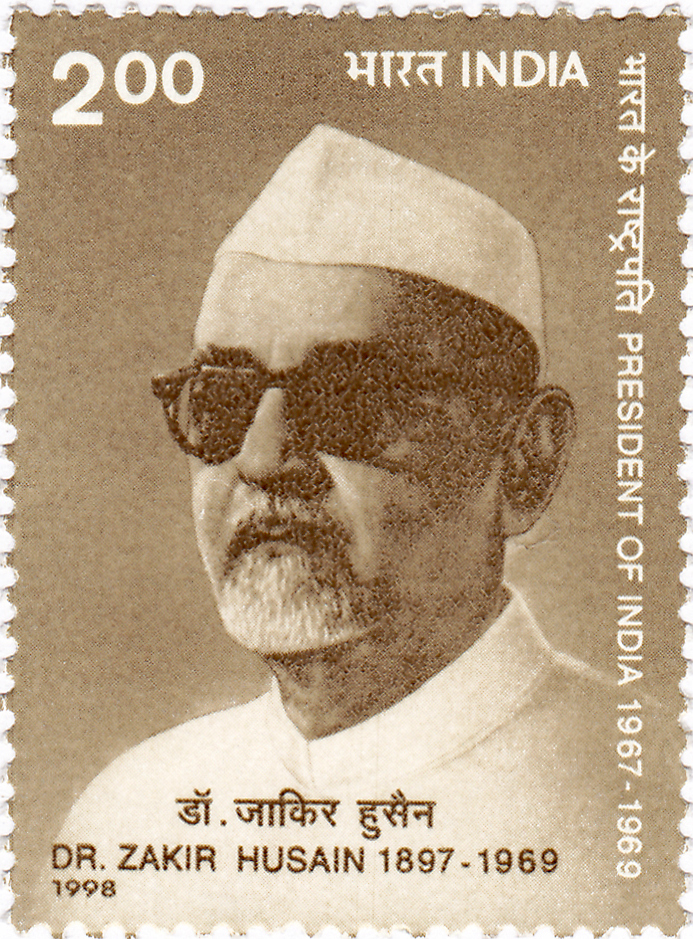
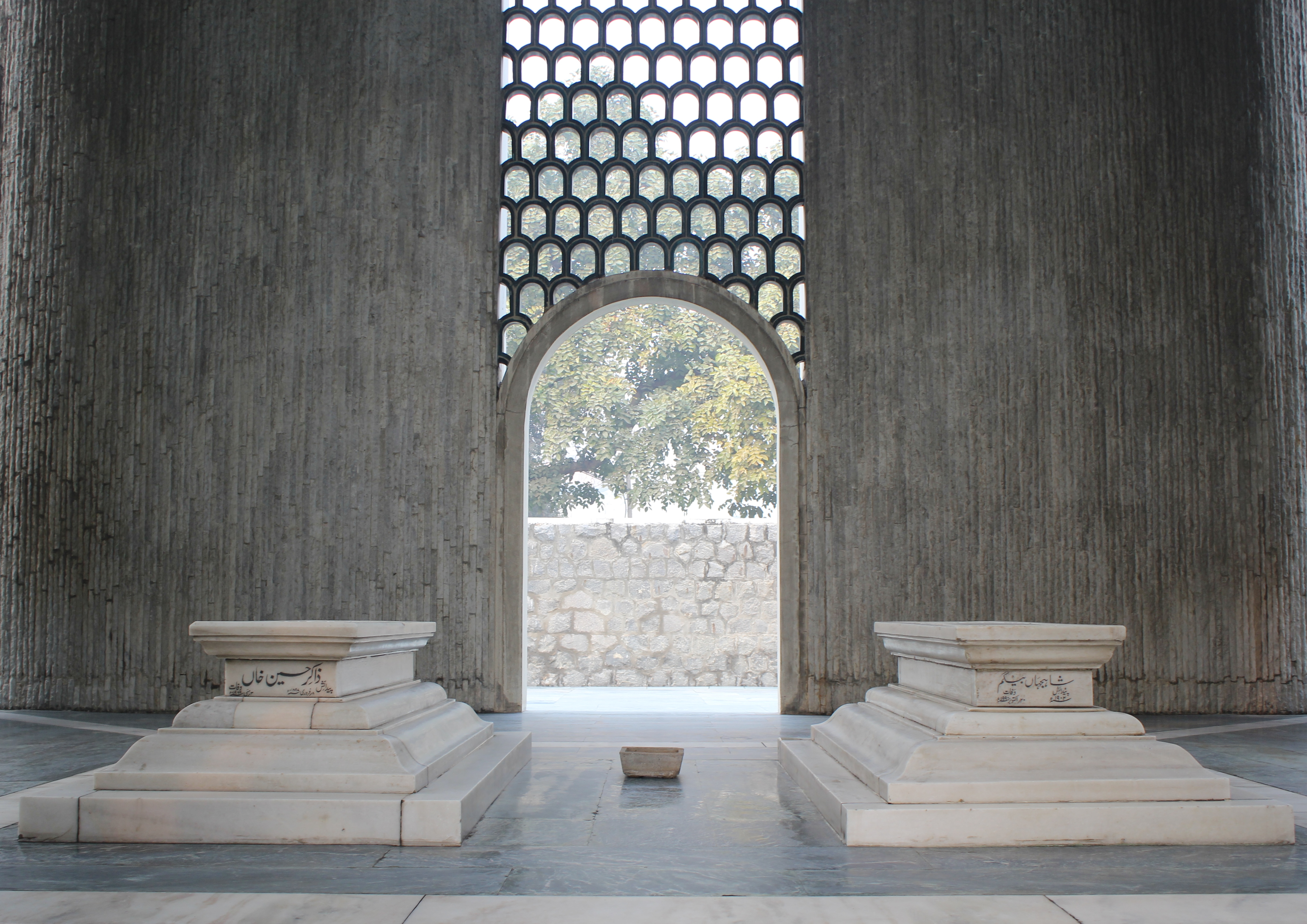
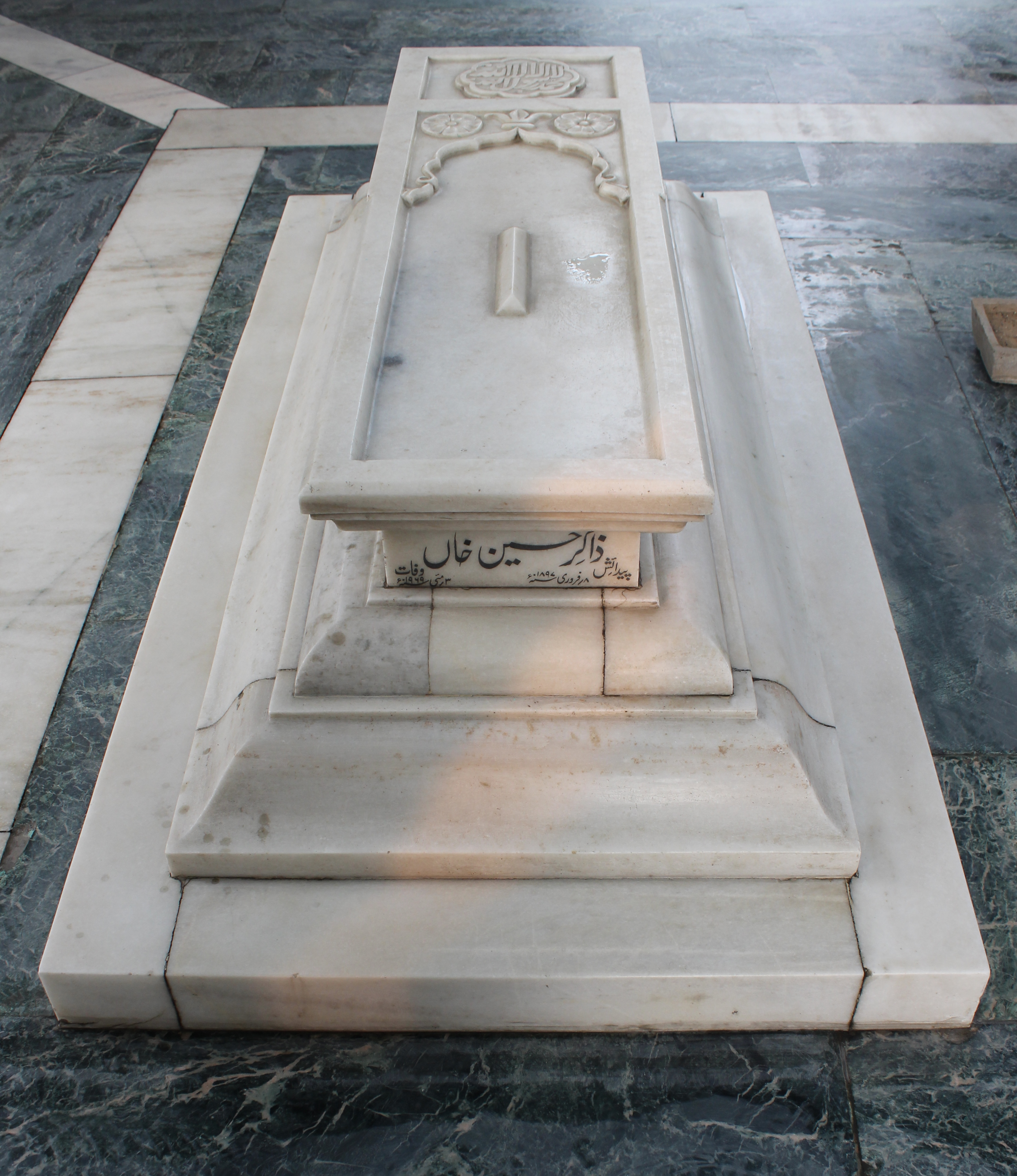

## روابط خارجية
- ذاكر حسين على موقع الموسوعة البريطانية (الإنجليزية)
- ذاكر حسين على موقع مونزينجر (الألمانية)
- ذاكر حسين على موقع إن إن دي بي (الإنجليزية)